# Effektiver Jahreszins
Der effektive Jahreszinssatz ist im Finanzwesen eine betriebswirtschaftliche Kennzahl, welche die jährlichen und auf die nominale Kredithöhe bezogenen Finanzierungskosten von Krediten beziffert. Er wird in Prozent der Auszahlung angegeben. Bei Krediten, deren Zinssatz oder andere preisbestimmende Faktoren sich während der Kreditlaufzeit ändern können, wird er als anfänglicher effektiver Jahreszins bezeichnet.
Der Effektivzinssatz wird im Wesentlichen vom Nominalzinssatz, dem Auszahlungskurs (Disagio), der Tilgung und der Zinsbindungsfrist bestimmt.

## Rahmenbedingungen für die Berechnung des effektiven Jahreszinssatzes
Mit Hilfe des Effektivzinssatzes können nur Kreditangebote mit gleicher Laufzeit verglichen werden.
Wenn Faktoren wie insbesondere Tilgungsfreijahre, Tilgungsersatz, Art der Tilgungsverrechnung, Bearbeitungsgebühren und Darlehensgebühren in die Effektivzinssatzermittlung rechnerisch korrekt einbezogen wurden, dann können sie bei verglichenen Darlehen durchaus unterschiedlich sein, denn die wichtigste Aufgabe der Effektivzinssatzberechnung besteht gerade darin, unterschiedlich gestaltete Kredite vergleichbar zu machen.
Im Effektivzinssatz sind keine Schätzungsgebühren (Taxkosten oder Wertermittlungsgebühren), Bereitstellungszinsen, Teilauszahlungszuschläge, Notargebühren und Kontoführungsgebühren enthalten. Dies muss berücksichtigt werden, wenn eingeholte Angebote objektiv verglichen werden sollen. Der Effektivzinssatz berücksichtigt im Gegensatz zum Nominalzinssatz alle weiteren preisbestimmenden Faktoren aus dem regelmäßigen Kreditverlauf, d. h., der Effektivzinssatz gibt die Gesamtkosten des Darlehens pro Jahr in Prozent an. Preisbestimmende Faktoren sind Nominalzinssatz, Bearbeitungsgebühren, Auszahlungskurs, Tilgungssatz, -beginn und -höhe, Zins- und Tilgungsverrechnungstermine.

## Vergleich unterschiedlich gestalteter Kredite und Anlagen
Neben der gesetzlich vorgeschriebenen Berechnung gibt es auch universell einsetzbare finanzmathematische Verfahren, die aus allen Einzahlungen in eine Anlage und Auszahlungen aus der Anlage unabhängig von Art und Benennung dieser Zahlungen einen Effektivzinssatz als Vergleichsmaß ermitteln, das sich ebenfalls als effektiver Jahreszinssatz ausdrücken lässt. Die Unabhängigkeit von Art und Benennung der betrachteten Ein- und Auszahlungen ist ein Vorteil dieser klassischen Verfahren der so genannten Rentenrechnung. Die dahinter stehende Mathematik der geometrischen Reihen ist relativ alt, war aber für frühere Preisangabenverordnungen nicht ausreichend einfach umsetzbar. Rechnerimplementiert können die nötigen (iterativen) Berechnungsverfahren heute jedoch problemlos eingesetzt werden. Für die reine Kosten- bzw. Renditeberechnung kann man solche Berechnungen sogar zum Vergleich sehr unterschiedlich gestalteter Kredite und Anlagen einsetzen, insbesondere bei einer nachträglichen Bewertung. Das ist besonders dann wichtig, wenn Kredite und Anlagen so gestaltet wurden, dass ein Vergleich mit anderen Finanzprodukten im Markt schwerfällt. Als Entscheidungshilfe bei Auswahl von Krediten und Anlagen misst auch dieser Effektivzinssatz aber nur einen Aspekt eines Kredits bzw. einer Anlage. Andere Aspekte wie Risiko, Sicherheit, Preisentwicklung usw. müssen zusätzlich bewertet werden.

## Deutsche Preisangabenverordnung
Gemäß der Anlage zu § 16 Abs. 1 der Preisangabenverordnung sind bei Krediten als Preis die Gesamtkosten als jährlicher Prozentsatz des Kredits anzugeben und als effektiver Jahreszins zu bezeichnen.
Das in der Verordnung vorgeschriebene Verfahren entspricht heute der Berechnung des internen Zinsfußes. Es ist ein in der Investitionsrechnung lange bekanntes Verfahren und wurde in Deutschland im Jahr 2000 auf Druck des EU-Ministerrats für Verbraucherfragen (1996) eingeführt. Im Gegensatz zur alten Methode kann mit der heutigen Berechnungsmethode der Effektivzins nicht mehr so einfach durch Verteilung von Kreditkosten auf unterschiedlich gewichtete Kostenkategorien manipuliert werden.
Wegen der Schwächen der damaligen PAngV-Methode gab es damals bei den Banken Computerprogramme, bei denen zur internen Effektivzinsberechnung ein Verfahren der damaligen AIBD (Standard Method of Calculating Yields for International Bonds, Association of International Bond Dealers, 1969–1992, Zürich) eingesetzt wurde. Gegenüber den Kunden musste aber der Effektivzinssatz nach der damaligen PAngV angegeben werden. Neben dem Interesse der Banken an durch Produktgestaltung manipulierbaren Zinsangaben war ein weiterer Grund für deren Widerstand gegen die Anwendung des internen Zinsfußes, dass dieses Verfahren iterativ ist: Ein Rechner braucht für die Berechnung des internen Zinsfußes mehrere Durchläufe, bis die vorgeschriebene Genauigkeit erreicht wird. Aber schon in den 1980er Jahren stand das Verfahren auch in Taschenrechnern und Tabellenkalkulationsprogrammen zur Verfügung.
Bei Verbraucherdarlehen gehört die Angabe des effektiven Jahreszinssatzes gemäß § 492 Abs. 2 BGB in Verbindung mit Art. 247 § 3 Abs. 1 Nr. 3 EGBGB zwingend zum Inhalt des Vertrages, um dem Verbraucher Zinsvergleiche zu ermöglichen. Zum Schutz des Verbrauchers ist in § 494 Abs. 3 BGB zusätzlich festgelegt: „Ist der effektive Jahreszins zu niedrig angegeben, so vermindert sich der dem Verbraucherdarlehensvertrag zugrunde gelegte Sollzinssatz um den Prozentsatz, um den der effektive Jahreszins zu niedrig angegeben ist.“
Die Anlage zu § 16 PAngV schreibt für Verbraucherdarlehen (gemäß § 491 BGB) eine Gleichung für den effektiven Jahreszins vor, die im Kreditwesen auch auf andere Kreditarten angewandt werden kann. Diese Gleichung drückt auf jährlicher Basis die rechnerische Gleichheit zwischen dem Barwert der in Anspruch genommenen Verbraucherdarlehens-Auszahlungsbeträge einerseits und dem Barwert der Rückzahlungen (Tilgung, Zinsen und Verbraucherdarlehenskosten) andererseits aus:
{\displaystyle \sum _{k=1}^{m}C_{k}(1+X)^{-t_{k}}=\sum _{l=1}^{m'}D_{l}(1+X)^{-s_{l}}}.
Darin ist
{\displaystyle X} der effektive Jahreszins;
{\displaystyle m} die laufende Nummer des letzten Auszahlungsbetrages;
{\displaystyle k} die laufende Nummer eines Auszahlungsbetrages, wobei :{\displaystyle 1<k<m} ist;
{\displaystyle C_{k}} die Höhe des Verbraucherdarlehens-Auszahlungsbetrags mit der Nummer {\displaystyle k};
{\displaystyle t_{k}} der in Jahren oder Jahresbruchteilen ausgedrückte Zeitraum zwischen der ersten Verbraucherdarlehensvergabe und dem Zeitpunkt der einzelnen nachfolgenden in Anspruch genommenen Verbraucherdarlehens-Auszahlungsbeträge, wobei {\displaystyle t_{1}=0};
{\displaystyle m'} die laufende Nummer der letzten Tilgungs-, Zins- oder Kostenzahlung;
{\displaystyle l} die laufende Nummer einer Tilgungs-, Zins- oder Kostenzahlung;
{\displaystyle D_{l}} der Betrag einer Tilgungs-, Zins- oder Kostenzahlung;
{\displaystyle s_{l}} der in Jahren oder Jahresbruchteilen ausgedrückte Zeitraum zwischen dem Zeitpunkt der Inanspruchnahme des ersten Verbraucherdarlehens-Auszahlungsbetrags und dem Zeitpunkt jeder einzelnen Tilgungs-, Zins- oder Kostenzahlung.
Zugrunde gelegt werden für ein Jahr 365 Zinstage (bzw. für ein Schaltjahr 366 Tage), 52 Wochen oder 12 Standardmonate. Ein Standardmonat hat 30,41666 Tage (also 365/12), unabhängig davon, ob es sich um ein Schaltjahr handelt oder nicht.

## Berechnung des effektiven Jahreszins nach der Uniform-Methode
Die einfachste Art zur Berechnung des ungefähren effektiven Jahreszinses ist die Uniform-Methode:
{\displaystyle {\text{eff. Jahreszinssatz }}={\frac {\text{Kreditkosten}}{\text{Nettodarlehensbetrag}}}\cdot {\frac {24}{({\text{Laufzeit in Monaten}}+1)}}}
Kreditkosten = (gesamte Rückzahlung − Auszahlungsbetrag) oder (Anzahl der Raten × Ratenbetrag − Auszahlungsbetrag)
dazu gehören:
- Bearbeitungsgebühr
- Zinsen
- evtl. Restschuldversicherung bzw. Kreditlebensversicherung (sofern verpflichtend im Angebot enthalten)[7]

Nettodarlehensbetrag = Darlehensnennbetrag − Kreditkosten

### Anwendungsbereich
Die Uniform-Methode ermöglicht bei bestimmten Darlehensarten eine Abschätzung des Effektivzinssatzes. Rechtlich gültig und von Finanzdienstleistern auszuweisen ist die komplizierter zu berechnende, aber genauere Effektivverzinsung nach PAngV. Die Uniform-Methode ist als überschlägige Berechnung anzusehen, mit der man insbesondere bei mit gleichen Monatsraten zu tilgenden Krediten schnell einen Eindruck von dem zu erwartenden tatsächlichen Effektivzins erhalten kann. Das Ergebnis kann von der PAngV-Effektivverzinsung abweichen.

### Beispiel eines Ratenkredits mit konstanten Monatsraten
Ein Verbraucherkredit über 10.000,00 EUR wird aufgenommen. Der Zinssatz beträgt 0,5 % pro Monat und bezieht sich während der gesamten Laufzeit auf die Ursprungssumme von 10.000,00 EUR, die Laufzeit liegt bei 60 Monaten. Zur Bereitstellung werden 3 % Bearbeitungsgebühr erhoben. Die Bearbeitungsgebühr wird bei Kreditaufnahme entrichtet, bereitgestellt werden die vollen 10.000,00 EUR.
{\displaystyle {{\text{Zinsen}}=0{,}5\%{\text{ pro Monat }}\cdot 10.000{,}00\mathrm {\euro} \cdot 60{\text{ Monate }}=3.000{,}00\mathrm {\euro} }}
{\displaystyle {{\text{Bearbeitungsgebühr}}=3\%\cdot 10.000{,}00\mathrm {\euro} =300{,}00\mathrm {\euro} }}
{\displaystyle {{\text{Kreditkosten}}={\text{Zinsen}}+{\text{Bearbeitungsgebühr}}=3.300{,}00\mathrm {\euro} }}
Anm.: Zinsen und Tilgung werden monatlich gezahlt, aber der Kreditbetrag gilt erst am Ende der Laufzeit als komplett getilgt, d. h. monatlich wird eine Rate von
{\displaystyle {\frac {3.300\mathrm {\euro} }{60}}+{\frac {10.000\mathrm {\euro} }{60}}=55\mathrm {\euro} +166{,}67\mathrm {\euro} =221{,}67\mathrm {\euro} } fällig.
{\displaystyle {\text{eff. Jahreszinssatz}}={\frac {3.300{,}00\mathrm {\euro} }{10.000{,}00\mathrm {\euro} }}\cdot {\frac {24}{60+1}}=12{,}9836\%}
Der eff. Zinssatz (Jahreszinssatz) errechnet sich durch die Zinsung aller Einnahmen und Ausgaben auf einen Zinszeitpunkt mit dem Ergebnis „Null“. Dann entsprechen sich gezinst alle Einnahmen und Ausgaben.
Gegenüber der Rentenmethode ergibt sich mit der Näherung über die Uniform-Methode bei kurzen Laufzeiten ein niedriger (bzw. bei langen Laufzeiten ein höherer) Zins.
Im Beispiel oben ergibt sich nach der Rentenmethode ein effektiver Jahreszins von 12,5115 %.

## Berechnung des eff. Jahreszinssatzes bei Anleihen
Den effektiven Jahreszinssatz bei endfälligen Anleihen, die über mehrere Jahre laufen und den Zins wieder mitverzinsen (Zinseszins), berechnet man mit Zinsfaktoren:
{\displaystyle {\text{eff. Jahreszinssatz}}=\left(\prod _{i=1}^{\text{Laufzeit}}\left(1+{\text{Zinssatz}}_{i}\right)\right)^{\frac {1}{\text{Laufzeit}}}-1}
Beispiel: Eine Anleihe läuft 3 Jahre und wird mit 1,5 % im ersten, 2 % im zweiten und 3 % im dritten Jahr verzinst. Dann ist
{\displaystyle {\text{eff. Jahreszinssatz}}=\left(\left(1+1{,}5\%\right)\cdot \left(1+2\%\right)\cdot \left(1+3\%\right)\right)^{\frac {1}{3}}-1=2{,}165\%}.
Bei Anleihen wird oft mit der Näherungsformel mit Auf- (Agio) und Abschlägen (Disagio) gerechnet:
{\displaystyle \%{\text{Rendite p. a.}}\approx \%{\text{Zinssatz p. a.}}\cdot {\frac {\text{Nennwert}}{\text{Kaufkurs}}}\pm {\frac {\text{Agio bzw. Disagio}}{\text{Laufzeit}}}}
(Diese Formel weicht bei kleinen Werten für Laufzeit und Agio/Disagio kaum vom korrekten Ergebnis ab, versagt aber bei entsprechend großen Werten.)
Allerdings handelt es sich bei dem Faktor {\displaystyle {\frac {\text{Nennwert}}{\text{Kaufkurs}}}} lediglich um einen weiteren Zinsfaktor, mit dem dann eine präzisere Formel konstruiert werden kann:
{\displaystyle {\text{eff. Jahreszinssatz}}=\left({\frac {\text{Nennwert}}{\text{Kaufkurs}}}\prod _{i=1}^{\text{Laufzeit}}\left(1+{\text{Zinssatz}}_{i}\right)\right)^{\frac {1}{\text{Laufzeit}}}-1}

## Berechnung des eff. Jahreszinssatzes bei Krediten mit festen monatlichen Raten
Die folgende Berechnungsvorschrift wird für Kredite hergeleitet, für die weder einmalige Zuschläge (Bearbeitungsgebühren) noch Abschläge (Disagio) vereinbart sind.
Der von den Banken üblicherweise angegebene sogen. „nominelle“ Jahreszinssatz ist dabei genaugenommen kein wirklicher Jahreszinssatz, sondern lediglich das – falls der Kredit in monatlichen Raten abgezahlt werden soll – Zwölffache des tatsächlich zur Anwendung kommenden „effektiven Monatszinssatzes“ (der mit Blick auf den „nominellen Jahreszinssatz“ in der Zinsrechnung auch als „relativer Periodenzinssatz“ bezeichnet wird), was bedeutet, dass nach jeder Zinsperiode – in diesem Fall also nach jedem Monat bzw. Zwölftel des Jahres – saldiert und neu gerechnet wird. Anders als bei echter jährlicher Verzinsung wird der Zinseszinseffekt in diesem Fall also schon nach dem ersten Monat wirksam, was dazu führt, dass der „effektive Jahreszinssatz“ unter diesen Bedingungen stets höher ausfällt als der von den Banken ausgewiesene „nominelle“ Zinssatz.
Zur Herleitung der Berechnungsvorschrift stellen wir die Bildung der monatlichen bzw. jahresendlichen Kontobeträge für monatliche (exponentielle) sowie jahresendliche (lineare) Saldierung einander gegenüber. Folgende Größen spielen dabei eine Rolle:
| G0   | = | Schuld zu Beginn des Jahres                              |
| R    | = | monatliche Rate, die Zins und u. U. auch Tilgung enthält |
| z    | = | nomineller Bankzinssatz                                  |
| zeff | = | effektiver Jahreszinssatz                                |

Für den von der Bank genannten nominellen Jahreszinssatz gilt dann nach 12 Monaten und damit 12 nachschüssigen Ratenzahlungen:
{\displaystyle G_{1}=G_{0}\left(1+{\frac {z}{12}}\right)-R}
{\displaystyle G_{2}=G_{1}\left(1+{\frac {z}{12}}\right)-R=G_{0}\left(1+{\frac {z}{12}}\right)^{2}-R\left[\left(1+{\frac {z}{12}}\right)+1\right]}
{\displaystyle G_{3}=G_{0}\left(1+{\frac {z}{12}}\right)^{3}-R\left[\left(1+{\frac {z}{12}}\right)^{2}+\left(1+{\frac {z}{12}}\right)^{1}+\left(1+{\frac {z}{12}}\right)^{0}\right]}
{\displaystyle \vdots }
{\displaystyle G_{12}=G_{0}\left(1+{\frac {z}{12}}\right)^{12}-R\left[\left(1+{\frac {z}{12}}\right)^{11}+\cdots +\left(1+{\frac {z}{12}}\right)^{0}\right]}
{\displaystyle G_{12}=G_{0}\left(1+{\frac {z}{12}}\right)^{12}-R{\frac {\left(1+{\frac {z}{12}}\right)^{12}-1}{\left(1+{\frac {z}{12}}\right)-1}}}
{\displaystyle G_{12}=G_{0}\left(1+{\frac {z}{12}}\right)^{12}-{\frac {12R}{z}}\left[\left(1+{\frac {z}{12}}\right)^{12}-1\right]}
{\displaystyle G_{12}=\left(G_{0}-{\frac {12R}{z}}\right)\left(1+{\frac {z}{12}}\right)^{12}+{\frac {12R}{z}}}
Für den effektiven Jahreszinssatz gilt demgegenüber nach einem Jahr, also wiederum 12 nachschüssigen Ratenzahlungen:
{\displaystyle G_{12}=G_{0}\left(1+z_{\mathrm {eff} }\right)-R\left[12+\left({\frac {1}{12}}+\cdots +{\frac {11}{12}}\right)z_{\mathrm {eff} }\right]=G_{0}\left(1+z_{\mathrm {eff} }\right)-R\left[12+\left({\frac {11\cdot 12}{2\cdot 12}}\right)z_{\mathrm {eff} }\right]}
Der Subtrahend ergibt sich zum einen aus den Raten, die innerhalb des Jahres keine Zinszahlungen enthalten – da ein effektiver Jahreszinssatz nur am Jahresende angewendet wird –, und aus der Verzinsung dieser vor dem Jahresende geleisteten Raten bis zum Ende des Jahres: Die erste liegt elf Monate an, die zweite zehn usw. und die letzte wird genau zum Jahresende geleistet und erzielt deshalb keine Verzinsung. Diese Verzinsung muss dem Tilgenden ebenfalls gutgeschrieben werden.
Gleichsetzung beider Formeln für G12 und Austausch von R durch x G0 liefert schließlich für zeff folgende Formel:
{\displaystyle z_{\mathrm {eff} }=2{\frac {\left(1+{\frac {z}{12}}\right)^{12}(z-12x)+12x(z+1)-z}{z(2-11x)}}}
Die Berechnung des effektiven Jahreszinssatzes ist also nicht nur vom Bankzinssatz, sondern auch von der Geschwindigkeit der Tilgung abhängig, also vom Verhältnis der Raten R zur Ausgangsschuld G0. Stark vereinfacht wird die Formel, wenn gar keine Tilgung mehr erfolgt, sondern die Raten nur noch die fälligen Zinsen begleichen (sogen. „ewige Anleihe“). Dann nämlich wird x = z / 12, und daraus folgt:
{\displaystyle z_{\mathrm {eff} }={\frac {24z}{24-11z}}}
Diese Formel mag unglaubwürdig erscheinen, weil sie für z = 24 / 11 nicht definiert ist und für noch höhere Werte z sogar unsinnige negative Ergebnisse liefert. Man muss sich jedoch klarmachen, was es heißt, einen Bankzinssatz von 218 % präsentiert zu bekommen. Innerhalb von sechs Monaten wird über die monatlichen Beträge eine größere Summe gezahlt, als die Schuldsumme vom Jahresanfang ausmacht. Nach der Vorgehensweise des effektiven Jahreszinssatzes bedeutet dies, dass der Schuldner, der ja während des Jahres keine Zinsen zahlt, sondern nur tilgt, ab dem sechsten Monat ein Guthaben bei der Bank bildet. Dieses Guthaben muss die Bank natürlich ebenso verzinsen wie zuvor die Schuld – nur mit umgekehrtem Vorzeichen. Beide Zinsen werden gegeneinander aufgerechnet und müssen ohne jegliche Tilgung den Wert null ergeben. Das kann aber nicht funktionieren, wenn die Schuldsumme vom Jahresanfang bereits vor der Jahreshälfte getilgt worden ist. Folglich müssen die Zinsen auf die im Laufe statt am Ende des Jahres gezahlten Raten den Ausschlag geben. Und dazu müssen sie eben sehr hoch sein – im Extremfall unendlich.
Für Zinssätze in normalen Größenordnungen liefert die Formel jedoch nicht nur (ebenfalls) korrekte, sondern zudem einleuchtende Ergebnisse. Wird eine Schuldsumme von 100 Euro innerhalb eines Jahres in monatlichen Raten getilgt, wobei ein nomineller Bankzinssatz von 10 % angesetzt wird, so ergibt sich der effektive Jahreszinssatz zu 10,65 %. Soll die Schuld bei gleichem Bankzinssatz nur gehalten werden, so beläuft sich der effektive Jahreszinssatz auf 10,48 %.

## Effektivzins bei Baukrediten
Am 11. Juni 2010 ist eine neue Verbraucherkreditrichtlinie in Kraft getreten. Im Rahmen dieser Umsetzung gelten neue Regelungen für die Berechnung des effektiven Jahreszinses bei Immobiliendarlehen: Sieht ein Vertrag vor, dass der Kredit mit variablen Zinsen weiterläuft, wenn sich Schuldner und Gläubiger bis zum Ende der Zinsbindung nicht auf eine neue Zinsfestschreibung einigen, so fordert die Preisangabenverordnung, dass die Bank für die Restlaufzeit ihren aktuellen Zinssatz für variabel verzinsliche Darlehen zugrunde legt. Dieser liegt im Allgemeinen unter dem Zinssatz während der Zinsbindungszeit. Damit ergibt sich oftmals ein Effektivzins unterhalb des Sollzinses.

## Effektivzinssatz bei Disagio
Bei Disagio handelt es sich um einen Abschlag auf den Nennwert bzw. um einen vorab geleisteten Zins für die Dauer der Zinsbindung, was sich in einer niedrigeren Auszahlung der Darlehenssumme ausdrückt. Die Berechnung des Effektivzinssatzes erfolgt mittels des Nominalzinssatzes (und der anderen Parameter wie Laufzeit, Tilgung). Umgekehrt kann ausgehend von einem Effektivzinssatz der dazugehörige Nominalzinssatz ermittelt werden.
Der Effektivzinssatz im Falle von Disagio fungiert als eine Maßzahl, die eine auf niedrigerer Auszahlung basierende und folglich mit einem differierenden Nominalzinssatz angebotene Variante eines Darlehens mit der Variante der vollen Auszahlung vergleichbar macht. Im Grunde genommen handelt es sich bei jeder der zwei Varianten um eine andere Verpackung des gleichen Produktes, so dass man eine Äquivalenz der beiden Varianten fordert und die mathematische Modellierung zur Berechnung des Effektivzinssatzes im Sinne dieser Äquivalenz durchführt.
Es gibt verschiedene Ansätze zur Ermittlung des Effektivzinssatzes, die aus unterschiedlichen Interpretationen des Disagio Begriffs herrühren und folglich nicht notwendig zum gleichen Ergebnis führen. Ein Ansatz geht davon aus, dass die jeweils zum Nominal- bzw. Effektivzinssatz berechneten Zinsbeträge während der Darlehensdauer gleich sein müssen (Disagio als vorab geleisteter Zins, s. unten Ratenkredite). Ein anderer, gemäß PAngV verwendeter Ansatz verlangt, dass die beim Nominalzinssatz relevanten Zahlungsströme (Annuität, Restschuld) der Endwertberechnung zum Effektivzinssatz entsprechen müssen (s. unten Annuitätendarlehen).
Der Effektivzinssatz bei Disagio wird höher ausfallen als der Nominalzinssatz, da anschaulich gesprochen die Raten-/Annuitätenzahlungen auf der Basis der niedrigeren Auszahlung kleiner ausfallen und somit zum Ausgleich einem höheren Zinssatz entsprechen müssen.
Einfachheitshalber legt man zugrunde ein Darlehen von 1 Geldeinheit mit einer Laufzeit von {\displaystyle n} Zinsperioden (etwa Jahren), das zu einem Nominalzinssatz von {\displaystyle r_{\text{nom}}} aufgenommen wird. Dabei betrage der Disagiosatz {\displaystyle d}. Z. B. soll {\displaystyle d=0{,}1} bedeuten, dass 90 % des Kapitals ausgezahlt wird. Ein Disagiosatz von 0 bedeutet kein Disagio, während ein Disagiosatz von 1 bedeutet, dass keine Auszahlung erfolgt. Da der letzte Fall keinen praktischen Sinn ergibt, wird der Disagiosatz zwischen einschließlich 0 und ausschließlich 1 liegen.
Weiter unten sind beispielhaft einige Darlehenstypen mit der dazugehörigen Effektivzinssatzberechnung dargestellt.

### Ratenkredit

#### Tilgung bei Endfälligkeit
Bei diesem Tilgungsdarlehen werden während der Laufzeit nur die Zinsen gezahlt. Die Tilgung erfolgt erst am Ende der Laufzeit.
Es muss gelten:
{\displaystyle nr_{\text{nom}}+d=(1-d)nr_{\text{eff}}}.
Daraus folgt für den Effektivzinssatz:
{\displaystyle r_{\text{eff}}={\frac {r_{\text{nom}}+{\frac {d}{n}}}{(1-d)}}}.
Beispiel 1
Ein Disagiosatz von {\displaystyle d=0{,}05} und ein Nominalzinssatz von {\displaystyle r_{\text{nom}}=0{,}1} für die Dauer von {\displaystyle n=5} Perioden ergibt einen Effektivzinssatz von {\displaystyle r_{\text{eff}}=0{,}1158}, also 11,58 %.

#### Tilgung in periodisch gleichen Raten
Das Restdarlehen in der {\displaystyle i}- ten Periode ist {\displaystyle {\frac {(n-i)}{n}},i=0,\ldots ,n-1} und die Summe der Zinsen {\displaystyle Z} in beiden Fällen ist:
{\displaystyle Z_{\text{eff}}=(1-d){\frac {r_{\text{eff}}}{n}}\sum _{i=0}^{n-1}n-i=(1-d){\frac {(n+1)}{2}}r_{\text{eff}}} bzw.
{\displaystyle Z_{\text{nom}}={\frac {(n+1)}{2}}r_{\text{nom}}}.
Es muss gelten:
{\displaystyle Z_{\text{nom}}+d=Z_{\text{eff}}}.
Daraus folgt für den Effektivzinssatz
{\displaystyle r_{\text{eff}}={\frac {2(Z_{\text{nom}}+d)}{(1-d)(n+1)}}}.
Der Ausdruck {\displaystyle {\frac {n+1}{2}}} kann als die mittlere Laufzeit angesehen werden.
Die Variante des endfälligen Darlehens ist hierzu ein Sonderfall, nämlich wenn die Anzahl der Raten gleich 1, also  {\displaystyle n=1} ist.
Beispiel 2
Ein Disagiosatz von {\displaystyle d=0{,}05} und ein Nominalzinssatz von {\displaystyle r_{\text{nom}}=0{,}1} für die Dauer von {\displaystyle n=5} Perioden ergibt einen Effektivzinssatz von {\displaystyle r_{\text{eff}}=0{,}1228}, also 12,28 %.

#### Tilgung nach k tilgungsfreien Perioden in periodisch gleichen Raten
Dies ist eine Variante aus der Kombination der beiden vorangehenden. Dabei werden {\displaystyle k} tilgungsfreie Perioden angenommen. Die Summe der Zinsen in beiden Fällen ist:
{\displaystyle Z_{\text{eff}}=(1-d)[kr_{\text{eff}}+{\frac {r_{\text{eff}}}{n-k}}\sum _{i=0}^{n-k-1}{n-k-i}]=(1-d)\left[{\frac {(n+k+1)}{2}}\right]r_{\text{eff}}} bzw.
{\displaystyle Z_{\text{nom}}=\left[{\frac {(n+k+1)}{2}}\right]r_{\text{nom}}}.
Aus der Bedingung  {\displaystyle Z_{\text{nom}}+d=Z_{\text{eff}}} folgt für den Effektivzinssatz:
{\displaystyle r_{\text{eff}}={\frac {2(Z_{\text{nom}}+d)}{(1-d)(n+k+1)}}}.
Man sieht, dass diese Variante für {\displaystyle k=0} identisch mit dem Fall der Tilgung in periodisch gleichen Raten ist.
Beispiel 3
Ein Disagiosatz von {\displaystyle d=0{,}05} und ein Nominalzinssatz von {\displaystyle r_{\text{nom}}=0{,}1} für die Dauer von {\displaystyle n=5} Perioden mit 2 tilgungsfreien Perioden ergibt einen Effektivzinssatz von {\displaystyle r_{\text{eff}}=0{,}1184}, also 11,84 %.

### Annuitätendarlehen
Im Gegensatz zu den oben diskutierten Tilgungsdarlehen ist ein Annuitätendarlehen ein Darlehen, bei dem während der vereinbarten Zinsbindungsdauer periodisch eine aus Zins und Tilgung {\displaystyle t} zusammengesetzte konstante Rate gezahlt wird. Die Zinsbindungsdauer {\displaystyle n} kann sich von der Tilgungsdauer {\displaystyle N}, die benötigt wird um das Darlehen zu den vereinbarten Konditionen vollständig zu tilgen, unterscheiden.
Der Ansatz bei der Ermittlung von Effektivzinssatz besteht darin, die beim Nominalzinssatz anfallenden Zahlungsströme mit dem Effektivzinssatz zu gewichten, der zur Lösung der Äquivalenzgleichung führt.

#### Äquivalenzgleichung
Zuerst wird die Restschuld {\displaystyle R} am Ende der Zinsbindungsdauer ermittelt. Es gilt:
{\displaystyle R=(1+r_{\text{nom}})^{n}-(r_{\text{nom}}+t){\frac {(1+r_{\text{nom}})^{n}-1}{r_{\text{nom}}}}=1-t{\frac {(1+r_{\text{nom}})^{n}-1}{r_{\text{nom}}}}}.
Die einzelnen Zahlungsströme sind die in der jeweiligen Periode entsprechend gewichteten Annuitäten {\displaystyle (r_{\text{nom}}+t)}.
Die Äquivalenzgleichung lautet dann:
{\displaystyle (1-d)(1+r_{\text{eff}})^{n}=(r_{\text{nom}}+t){\frac {(1+r_{\text{eff}})^{n}-1}{r_{\text{eff}}}}+R}
oder umformuliert:
{\displaystyle r_{\text{eff}}={\frac {r_{\text{nom}}+t}{1-d}}{\frac {(1+r_{\text{eff}})^{n}-1}{(1+r_{\text{eff}})^{n}-{\frac {R}{1-d}}}}}
Der Effektivzinssatz ist dann der Zinssatz, bei dem die Summe der aufgezinsten Annuitäten gleich dem Endwert der Auszahlung minus Restschuld ist.
Beispiel 4
Ein Disagiosatz von {\displaystyle d=0{,}06} und ein Nominalzinssatz von {\displaystyle r_{\text{nom}}=0{,}1} für die Dauer von {\displaystyle n=7} Perioden ergibt einen Effektivzinssatz von {\displaystyle r_{\text{eff}}=0{,}1137}, also 11,37 %.

#### Existenz und Eindeutigkeit
Die Fixpunktgleichung kann nicht immer direkt lösbar sein, so dass insbesondere für größere {\displaystyle n} Iterative Verfahren nötig sind um die Lösung zu approximieren. Ein mögliches Approximationsverfahren ist die Fixpunktiteration mittels der Iterationsfunktion
{\displaystyle r_{i+1}=F(r_{i})={\frac {r_{\text{nom}}+t}{1-d}}{\frac {(1+r_{i})^{n}-1}{(1+r_{i})^{n}-{\frac {R}{1-d}}}}=:{\frac {r_{\text{nom}}+t}{1-d}}{\frac {f_{1}(r_{i})}{f_{2}(r_{i})}}}.
Bei der Anwendung dieses Verfahrens geht man so vor, dass man ein Intervall findet, das von der Iterationsfunktion in sich abgebildet wird und den Voraussetzungen z. B. folgenden Satzes (s. Satz zur Existenz und Eindeutigkeit in Fixpunktiteration) genügt.
Im Folgenden wird paradigmatisch eine Vorgehensweise dargestellt, die die Bedingungen zur Existenz einer eindeutigen Lösung untersucht. Dabei wird von {\displaystyle r_{\text{nom}}>0} ausgegangen.
1. Falls {\displaystyle {\frac {R}{1-d}}=1}, dann ist {\displaystyle r_{\text{eff}}={\frac {r_{\text{nom}}+t}{1-d}}}.
2. Falls {\displaystyle {\frac {R}{1-d}}<1}, dann gilt:
  1. {\displaystyle {\frac {f_{1}(r)}{f_{2}(r)}}<1} für alle {\displaystyle r>0}.
  2. {\displaystyle F} ist monoton steigend für alle {\displaystyle r>0}.
  3. {\displaystyle F(r)>{\frac {r_{\text{nom}}}{1-d}}} für alle {\displaystyle r\geq {\frac {r_{\text{nom}}}{1-d}}} (vollständige Induktion über {\displaystyle n} mit {\displaystyle r={\frac {r_{\text{nom}}}{1-d}}} und 2.2).
  4. {\displaystyle F(r)<{\frac {r_{\text{nom}}+t}{1-d}}} für alle {\displaystyle r>0} (wegen 2.1.).
  5. {\displaystyle F} bildet das Intervall {\displaystyle I_{1}=\left[{\frac {r_{\text{nom}}}{1-d}},{\frac {r_{\text{nom}}+t}{1-d}}\right]} in sich ab (wegen 2.3 und 2.4).
3. Falls {\displaystyle {\frac {R}{1-d}}>1}, dann gilt:
  1. {\displaystyle {\frac {f_{1}(r)}{f_{2}(r)}}>1} für alle {\displaystyle r>0:f_{2}\left({\frac {r+t}{1-d}}\right)>0}.
  2. {\displaystyle F} ist monoton fallend für alle {\displaystyle r>0:f_{2}\left({\frac {r+t}{1-d}}\right)>0}.
  3. {\displaystyle F(r)>{\frac {r_{\text{nom}}+t}{1-d}}} für alle {\displaystyle r\geq {\frac {r_{\text{nom}}+t}{1-d}}} und für {\displaystyle f_{2}\left({\frac {r_{\text{nom}}+t}{1-d}}\right)>0} (wegen 3.1).
  4. {\displaystyle F(r)<F\left({\frac {r_{\text{nom}}+t}{1-d}}\right)} für alle {\displaystyle r>{\frac {r_{\text{nom}}+t}{1-d}}} und {\displaystyle f_{2}\left({\frac {r_{\text{nom}}+t}{1-d}}\right)>0} (wegen 3.2).
  5. {\displaystyle F} bildet das Intervall {\displaystyle I_{2}=\left[{\frac {r_{\text{nom}}+t}{1-d}},F\left({\frac {r_{\text{nom}}+t}{1-d}}\right)\right]} in sich ab (wegen 3.3 und 3.4).
4. {\displaystyle F'\neq 1} für alle {\displaystyle r\geq {\frac {r_{\text{nom}}}{1-d}}}.

Aus den Punkten 2.5, 3.5 und 4. folgt, dass die Fixpunktiteration in den Intervallen {\displaystyle I_{1}} bzw. {\displaystyle I_{2}} einen eindeutiger Fixpunkt besitzt, also {\displaystyle r_{\text{eff}}} dort existiert (s. Satz zur Existenz und Eindeutigkeit in Fixpunktiteration).
Beispiele
| {\displaystyle d} | {\displaystyle n} | {\displaystyle t} | {\displaystyle r_{\text{nom}}} | {\displaystyle R} | {\displaystyle I_{1}} | {\displaystyle I_{2}} | {\displaystyle r_{\text{eff}}} |
| ----------------- | ----------------- | ----------------- | ------------------------------ | ----------------- | --------------------- | --------------------- | ------------------------------ |
| 0,06              | 5                 | 0,02              | 0,1000                         | 0,8779            | [0,1064 ; 0,1277]     |                       | 0,1172                         |
| 0,06              | 7                 | 0,02              | 0,1000                         | 0,8103            | [0,1064 ; 0,1277]     |                       | 0,1137                         |
| 0,05              | 1                 | 1,00              | 0,0070                         | 0,0000            | [0,0074 ; 1,0600]     |                       | 0,0599                         |
| 0,05              | 5                 | 0,01              | 0,0342                         | 0,9465            | [0,0359; 0,0465]      |                       | 0,0458                         |
| 0,10              | 7                 | 0,01              | 0,0342                         | 0,9224            |                       | [0,0491 ; 0,0523]     | 0,0521                         |
| 0,10              | 15                | 0,02              | 0,0342                         | 0,6165            | [0,0379 ; 0.0602]     |                       | 0,0450                         |
| 0,15              | 5                 | 0,01              | 0,0325                         | 0,9360            |                       | [0,0524 ; 0,0803]     | 0,0699                         |
| 0,25              | 5                 | 0,01              | 0,0300                         | 0,9469            |                       | [0,0533 ; 0,4637]     | 0,0695                         |
| 0,30              | 2                 | 0,07              | 0,0250                         | 0,8583            |                       | [0,1357 ; 0,6168]     | 0,2368                         |

## Rendite, Rentabilität, Effektivzins
Die Begriffe Rendite, Rentabilität und Effektivzins werden wie folgt voneinander abgegrenzt:
| betriebswirtschaftliche Kennzahl | Bezugswert | Marktform                |
| -------------------------------- | --- | ------------------------ |
| Rendite                          | Finanzinstrumente: Aktien, Anleihen, Investmentzertifikate Finanzprodukte: Tagesgeld, befristete Einlagen, Spareinlagen | Kapitalmarkt Bankenmarkt |
| Rentabilität                     | Unternehmensdaten: Umsatzerlöse, Eigenkapital, Fremdkapital                                                             | Kreditmarkt              |
| Effektivzins                     | Finanzinstrumente: Darlehen, Kredite                                                                                    | Kreditmarkt              |

Der Effektivzins nach der Anlage zu § 16 PAngV wird als einziger mit 365 Zinstagen angesetzt, während die übrigen Kennzahlen auf Grundlage von 360 Zinstagen rechnen. Während bei zinstragenden Finanzprodukten/Finanzinstrumenten die Rendite zugrunde gelegt wird, bezieht sich die Rentabilität auf Unternehmensdaten und wird beim Corporate Finance und der Unternehmensfinanzierung genutzt.